# Colònia industrial

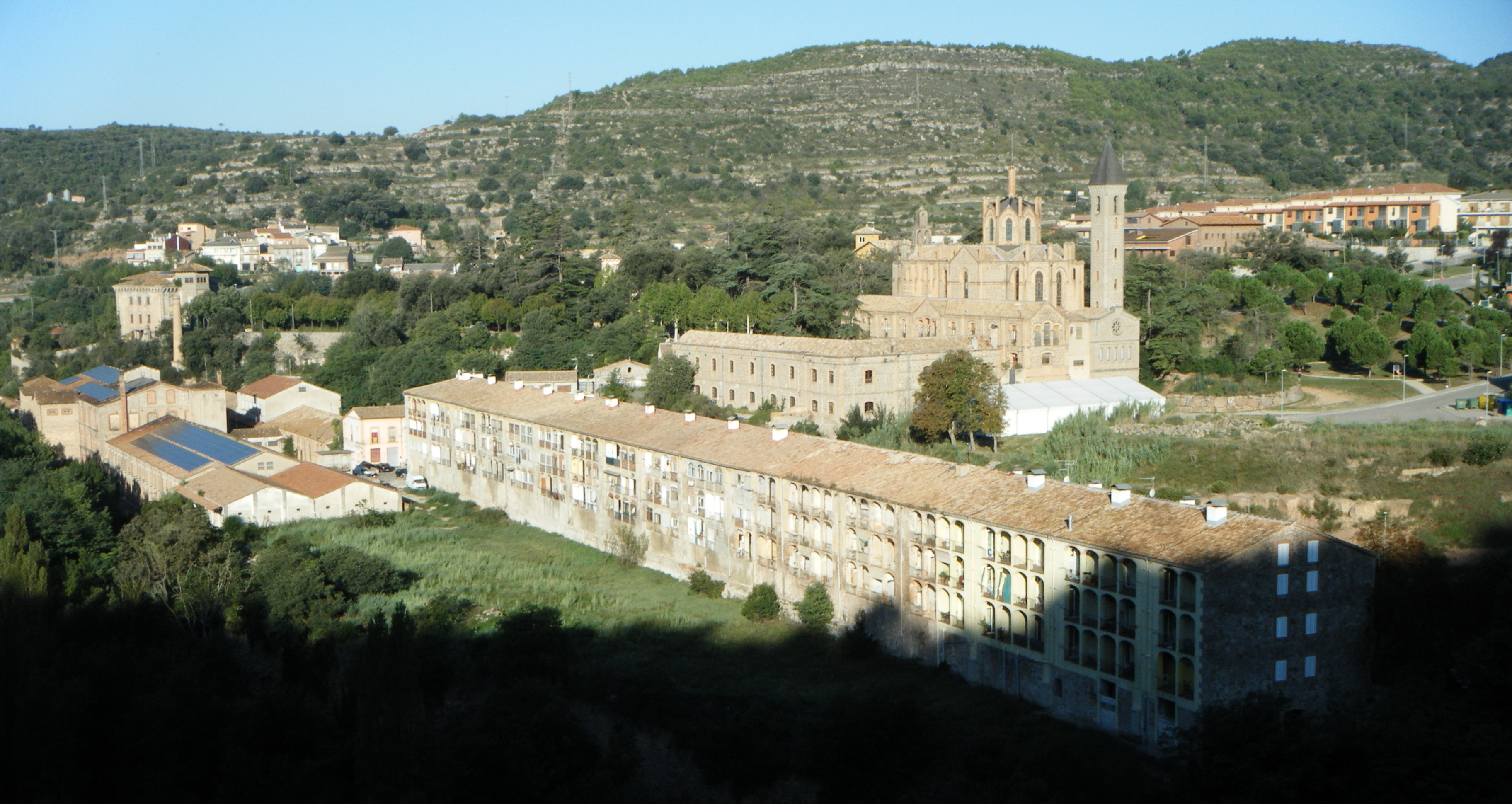
La colònia Pons vista des de la C-16

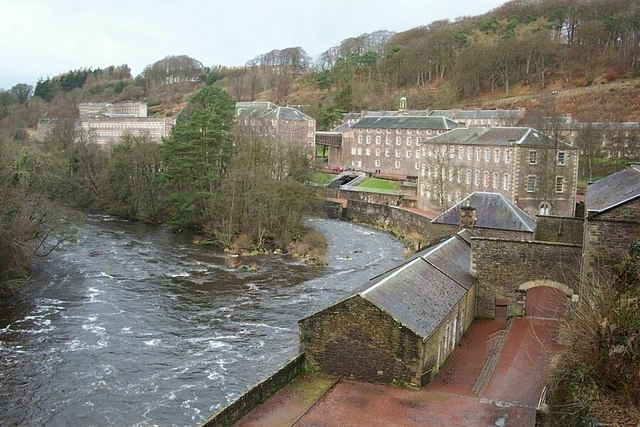
New Lanark, a Escòcia, una de les més conegudes i pionera al Regne Unit.

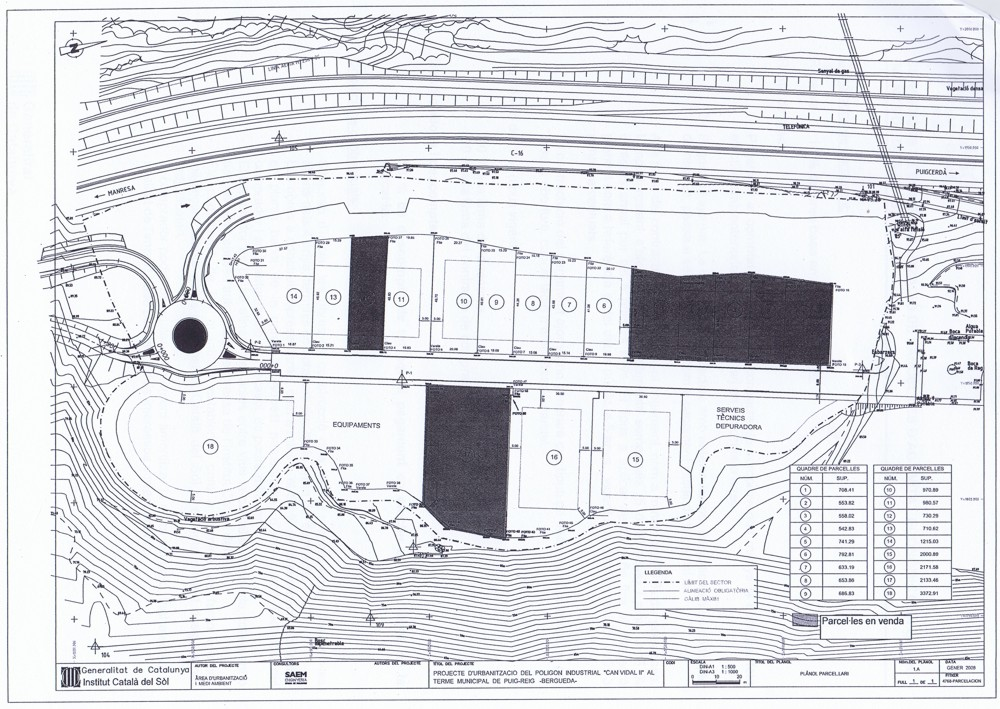
Plànol de la colònia de Cal Vidal

Una colònia industrial és un nucli de poblament situat habitualment apartat de nuclis urbans, format al voltant d'una empresa, que és la propietària del conjunt urbanístic, el qual és constituït pels edificis i equipaments propis de l'activitat productiva, els habitatges dels treballadors i habitualment altres edificis de serveis (escola, església, botigues...), i que ha estat creat amb l'objectiu de proporcionar mà d'obra i suport logístic a una activitat industrial.

## Colònies a Catalunya
Les colònies són un dels fenòmens més característics del procés d'industrialització de Catalunya, tant pel model industrial com perquè han esdevingut un dels trets més singulars del paisatge de les comarques del Ripollès, Osona, el Berguedà i el Bages. A més, Catalunya és el lloc del món on es dona una densitat més alta de colònies industrials: per exemple, en un tram de 20 km de l'alt Llobregat hi ha 14 colònies; i el total de colònies industrials de Catalunya s'acosta al centenar. El tipus més abundant i conegut de colònia a Catalunya és el de les colònies tèxtils, però n'hi ha d'altres: colònies mineres, metal·lúrgiques o agrícoles.
I la colònia industrial creada per la fàbrica electroquímica de Flix (Ribera d'Ebre), una de les més grans d'Europa, la més gran de la península Ibèrica i única en el seu sector. Encara existent i habitada, va arribar a acollir unes 800 persones, tot i que en l'actualitat n'hi resideixen unes 200. Constava d'escola i institut, església, clínica, parc de bombers, hotel i complex esportiu. La fàbrica i la seva colònia són de l'any 1899.

### Elements característics
Els elements pels quals es reconeix una colònia industrial, en el paisatge, són constants. El més important dels edificis és la fàbrica. En el cas català solien ser dedicades a l'elaboració de cotó, on només se solia realitzar una o dues etapes de la fabricació: filatura, teixit, tintura i aprests. Però n'hi ha casos com Can Sedó d'Esparreguera que integraven tot el procés, des del cotó rebut a doll fins al producte acabat. L'observador també pot distingir, en el conjunt de la colònia, la fàbrica de pisos, construït sobre dos o tres nivells. Aquesta fou heretada del molí "a l'anglesa" de principis del segle XIX i estan compostes per immenses sales amb sostre de cabirons de fusta, seguidament substituïts per metàl·liques, tot aguantat per fileres de columnetes de fosa.
El muntacàrregues és adossat a l'immoble de la filatura. A diferència de les turbines hidràuliques, que solen estar incloses en l'edifici, la màquina de vapor ocupa un lloc exterior, subratllat per la presència de la xemeneia. Generalment, la sala de teixit és al costat de l'edifici de filatura, i no presenta pisos. La cobertura de la teulada està compost d'un conjunt de voltes i petites cúpules de maons armats, consolidats a l'interior per tirants metàl·lics. Les parets verticals permeten la il·luminació a la sala. La secció de blanqueig es reconeix per la presència de l'assecador, realitzat amb gelosies de maons amb motius decoratius.Les fàbriques se solien construir amb maó pintat, també hi trobem construccions de maó vist, a vegades disposat formant motius decoratius, particularment al nivell dels assecadors. Hi ha un cert nombre de fàbriques que són construïdes amb pedra, com a Borgonyà, associada al maó per a les arestes, els frisos i les crestalleres. La vila obrera es compon d'immobles de dos o tres pisos arrenglerats al llarg de carrers uniformes de caràcter netament urbà. L'immoble d'habitatge és en general auster, és una gran construcció rarament ornamentada o decorada. Cada bloc té una estructura idèntica. En els immobles més antics, consistia en una escala lateral que conduïa a una galeria metàl·lica que donava pas a tots els pisos. L'immoble de dos pisos, estirat al llarg de la via d'accés a la fàbrica, ha estat la fórmula més comuna, però hi ha algunes excepcions com  la Colònia Güell on hi destaca el seu apropament als ideals de les ciutats jardí britàniques.
L'església domina el conjunt. Sol ser de grans proporcions i fou concebuda per poder reunir tota la població de la colònia, és a dir de 500 a 1000 persones. Solia estar situada al centre de la vila obrera o en un punt elevat. La majoria de les esglésies foren concebudes en un estil neogòtic, sense sobrecàrregues excessives ni massa decoració, generalment de plànol basilical o lleugerament en forma de creu, amb una sola nau. A la façana, la portalada és a vegades subratllada per una garlanda gòtica o per una rosassa. A l'interior, la nau és vorejada de capelles, la volta és de canó simple o d'aresta. Les finestres són cobertes de vitralls o vidres transparents on s'insereixen vidres de colors que recorden motius religiosos. Les cases o xalets dels amos no solien passar desapercebudes. Solien ser casals mig senyorials mig burgesos que eren una prolongació, en el pla artístic, de les realitzacions urbanes de Barcelona i de les grans ciutats catalanes. El darrer element és la plaça, es tractava d'una àmplia esplanada on es feien els balls, les festes i on en general es reunia la gent, situat quasi sempre a prop de l'església. Tots aquests elements esmentats solien estar units per una avinguda vorejada de plàtans que constituïa la columna vertebral del poble.

## Origen i història
L'origen de les colònies com a model d'assentament industrial el podem situar al Regne Unit a mitjan segle xviii, on es coneixen amb el nom de "company town", i també es desenvolupà a altres indrets d'Europa com Suècia i Finlàndia. Les referències d'altres iniciatives europees van influir en el desenvolupament a casa nostra del sistema de les colònies. Entre les primeres colònies industrials que es van crear, la més coneguda és l'escocesa New Lanark (1786), situada al peu del riu Clyde i dirigida des de 1800 pel filantrop Robert Owen, el qual la va convertir, amb la seva gestió i serveis, en un exemple de socialisme utòpic. També cal destacar la de Saltaire (1853) a Yorkshire. A França, el Familisteri (o comunitat de famílies) de Guise creat el 1858 per l'industrial Jean-Baptiste André Godin va ser un intent d'aplicar les teories del socialisme utòpic inspirat en els falansteris que va idear Charles Fourier. A Itàlia hi ha exemples com el de Crespi d'Adda (1878) a la província de Bèrgam. Als Estats Units un dels exemples més rellevants va ser la colònia creada per l'empresa Pullman als suburbis de Chicago el 1880, la qual disposava d'habitatges, mercat, biblioteca, església i espais d'oci per a més de 12.000 treballadors, amb l'obligació de residir-hi sota les estrictes normes paternalistes de la companyia.
Pel que fa a Catalunya, el gruix de les colònies industrials són les colònies tèxtils creades a la segona meitat del segle xix als peus dels rius Llobregat i Ter (i els seus afluents), i el seu auge es deu a tres factors: 1) la recerca d'una font d'energia barata, com és la hidràulica proporcionada pels salts d'aigua dels rius; 2) la recerca d'una solució a la preocupant conflictivitat laboral, que els empresaris van trobar en el paternalisme exèrcit a les colònies, i 3) els beneficis de les lleis de colònies, concretament la de 1868 que establia l'exempció de pagar la contribució territorial i industrial durant un període entre 10 i 25 anys, per a l'empresa, i l'exempció de l'impost de consums i deslliurar-se del servei militar, per als treballadors. No obstant això, hi ha diversos exemples de fàbriques de riu anteriors a la llei de colònies de 1866; aquests casos ja construïen habitacions per als treballadors, tot i que cap d'aquestes no es pot considerar pròpiament una colònia industrial almenys fins al 1870, pel fet de no disposar encara d'una política social paternalista, sinó que responia simplement a la necessitat de donar allotjament als treballadors quan la fàbrica quedava lluny del nucli habitat. Amb la llei de colònies, la construcció d'un conjunt urbanístic que assenti la població al territori esdevé requisit indispensable per acollir-se als beneficis, de manera que fou en el període de 1871 a 1885 quan es fundaren algunes de les colònies més importants La Colònia Rosal (1858) fou la que va donar el tret de sortida i va servir de model a la creació del seguit de colònies de la conca de l'alt Llobregat. Entre 1858 i 1890 es van construir la major part de les principals colònies industrials de Catalunya, si bé n'hi ha algunes que van aparèixer més tardanament, fins al 1905.
El sistema de colònies industrials va començar a entrar en decadència a la dècada de 1960. Les noves formes de vida i el desig d'una major llibertat defugint el control van fer que les colònies es comencessin a buidar fins i tot abans de la crisi del sector, que es va agreujar a partir de 1978. Entre les dècades de 1980 i 1990 van anar tancant la major part de les fàbriques de les colònies. En molts casos, després del concurs de creditors, els treballadors van poder adquirir els pisos. D'aleshores ençà, moltes colònies han esdevingut poblacions independents de la indústria que les va fer néixer, mentre que en altres han quedat abandonades, i en alguns casos els pisos han estat adquirits per persones d'altres zones que s'hi han instal·lat o han esdevingut segones residències. Les naus industrials han estat ocupades per altres indústries més petites o bé han quedat buides.

### Les lleis de colònies
Un factor que va influir, com s'ha dit, en l'aparició de les colònies industrials a l'estat espanyol van ser les lleis que donaven privilegis fiscals a les indústries que obtenien l'estatut de colònia. El 21 de novembre de 1855 es promulga una llei d'Establiment de colònies agrícoles per la qual es donaven privilegis fiscals a negocis privats que es constituïen de nou. Era una llei molt genèrica dirigida a desenvolupar el sector agrari i afavorir la colonització del territori, tot modernitzant terres amb baixa productivitat. No era cap llei pensada per a la indústria ni per a la indústria tèxtil catalana en concret. En aquest sentit, més important va ser la Llei de colònies agrícoles i industrials aprovada el 1868 i enfocada cap a la promoció d'indústries agroalimentàries en zones rurals. Aquesta nova llei establia exempcions fiscals si s'emprava aigua i no carbó com a energia primària en les noves indústries, i va ser aprofitada per uns quants industrials catalans per crear les primeres colònies tèxtils que s'establiren en zones rurals i produïren energia amb l'aigua dels rius Llobregat i Ter.

### El paternalisme
Les vagues produïdes a les colònies tèxtils de l'Alt Llobregat i del Ter a la dècada del 1880, seguides de nombrosos acomiadaments en massa de vaguistes i afiliats a sindicats, va portar a un canvi d'estratègia empresarial a la dècada següent. El paternalisme, defensat per Prat de la Riba a Ley jurídica de la industria (1898), fou la solució a la conflictivitat social obrera que tants maldecaps havia portat a l'empresari. A les colònies industrials aquest paternalisme es fonamentava en el dret de propietat i en el domini sobre les coses de la propietat, i es convertia en un feudalisme industrial. A canvi de la limitació dels drets de les persones, el tancament dins les muralles, el control social del capellà i l'amo, la prohibició de la llibertat de premsa, l'obrer obtenia com a compensació la seguretat en la feina, habitatge i condicions més salubres que en les indústries del pla, un cert nivell d'educació per als infants, i activitats d'oci o distraccions "saludables", com el cor parroquial, teatre amateur, o associacions de caràcter catòlic.
Aquest sistema oferia diversos avantatges a l'empresari, com assegurar-se la mà d'obra i la disminució de la conflictivitat laboral, a part de beneficiar-se, en el cas de les colònies tèxtils de la vora dels rius, de l'existència d'una font d'energia pràcticament gratuïta. Pel que fa als obrers, viure i treballar en una colònia representava certs avantatges que ho feien prou atractiu, en contrapartida a un major control i submissió. L'amo exercia una certa protecció sobre els treballadors, segons la doctrina del paternalisme, tot cercant la disminució de la conflictivitat laboral.

### El moviment obrer
Tot i les dures condicions de treball a les fàbriques, el moviment obrer no era gens organitzat i en el cas que nasqués alguna organització solia ser per la influència dels centres urbans. El moviment obrer era conscient de la seva feblesa a tota la Montanyà catalana, i especialment a la zona del Berguedà. S'ha de tenir present que, en viure en una colònia, s'estableixen una sèrie d'obligacions sobre els treballadors. L'amo en té bàsicament el control, ja que pot acomiadar-los i fer-los fora de casa si no compleixen a la feina. Els obrers, doncs, o només es quedaven sense treball sinó també sense casa. Evidentment, també patien restriccions pel fet d'associar-se o organitzar vagues.

## Classificació de les colònies industrials de Catalunya per producció

### Colònies tèxtils
Per la llista completa: Llista de colònies tèxtils de Catalunya
A Catalunya hi ha fins a 77 colònies tèxtils, repartides pels rius dels quals aprofiten la força motriu com a font d'energia. Els rius són:
- Conca del Llobregat
  - Llobregat: Colònia Carme, Colònia Rosal, La Plana, L'Ametlla de Casserres (o Colònia Monegal), Cal Metre, Cal Bassacs, Viladomiu Vell, Viladomiu Nou, El Guixaró, cal Prat, Cal Casas, Cal Pons, Cal Marçal, Cal Vidal, Cal Riera (o colònia Manent), L'Ametlla de Merola, Colònia Soldevila (o Sant Esteve), La Rabeia, El Molí (o cal Vinyes), Vilafruns, Cal Berenguer de Cabrianes, La fàbrica del Pont de Cabrianes, La Fàbrica del Pont Vell (o Fàbrica Vermella), La fàbrica de Sant Benet, Colònia Galobard, Colònia can Serra, El Burés, El Borràs, La Bauma, Colònia Gomis, Colònia Sedó, Can Bros, Colònia Güell, Colònia Rosés
  - Cardener: Colònia Palà de Torroella (o Palà Vell), Colònia Valls, (o Palà Nou), El Fusteret, Colònia Antius, Can Cortès, Els Comdals, Cal Carné
  - Calders: Colònia Clarassó, Colònia Jorba
  - Anoia: La Fou (o Colònia Marçal)

- Conca del Ter
  - Freser: Colònia Recolons, Colònia Fàbregues, L'Herand, Colònia Pernau, Colònia Molinou, Colònia Noguera, Colònia Sorribes (o can Jordana)
  - Ter: Colònia Estabanell (o Matabosch), Colònia Llaudet, Colònia Espona, Cal Gat (o Colònia Jordana), Colònia Estamariu (o Colònia Badia, Ballvé o el Pla d'Estamariu), Colònia Agafallops (o Can Botey), Colònia Santa Maria (o el Roig), La Farga de Bebié, La Mambla, Borgonyà, Colònia Vila-seca, Colònia Imbern (o el Pelut), Colònia la Coromina, Colònia Casacuberta (o Ca l'Escolà), Colònia Rusiñol (o Colònia Remisa), El Dolcet, Colònia Malars, Colònia Salou (o Baurier), Còdol Dret, Colònia Bonmatí
  - Brugent: Colònia Dussol, Colònia Majem
- Segre: Colònia la Fàbrica
- Canal de Pinyana: Colònia Alcanís, La Mata de Pinyana

Colònies industrials químiques
Colònia Fàbrica de l'Electroquímica de Flix (Ribera d'Ebre) 
Colònies mineres
- A les mines de carbó de la conca de l'Alt Llobregat van néixer les colònies de Sant Corneli, Sant Josep, la Consolació (Cercs) i La Vall de Peguera (Fígols). També a les mines d'Ogassa (Ripollès).[11]
- A Bellmunt del Priorat es va construir una colònia al costat de les mines de plom.
- Al Bages, on hi ha una important conca potàssica, es van construir més modernament colònies per a l'extracció de les mines de potassa als termes municipals de Cardona (La Colònia dels Arquers), Súria (Barri de la Colònia de Santa Maria), Balsareny (Vilafruns) i Sallent (La Botjosa).

### Colònies de fabricació de ciment
- El Clot del Moro (Castellar de n'Hug) i El Collet (Guardiola de Berguedà).[11]
- Xerallo, al Pallars Jussà.

### Colònies metal·lúrgiques
- La Farga Casanova a Campdevànol (el Ripollès) i la Colònia Lacambra, a Les Masies de Voltregà (Osona).

### Colònies agrícoles
- Graugés, al terme municipal d'Avià, al Berguedà
- Al Prat de Llobregat, colònies agrícoles Casanovas i Ricarda

### Colònies de construcció hidroelèctrica
Actives durant la construcció de la central.
- Central de Cabdella, a la Torre de Cabdella, al Pallars Jussà
- Molinos, a la Torre de Cabdella, al Pallars Jussà

## Classificació de les colònies industrials de Catalunya segons la morfologia
Jordi Clua va establir el 1991 la classificació de les colònies industrials segons la seva estructura urbanística en tres tipologies, partint de la presència i desenvolupament dels tres espais:
- Espai productiu, que inclou els edificis industrials (fàbrica, tallers i magatzems, canal i resclosa, oficines).
- Espai de residència i serveis, que seria pròpiament la colònia obrera, i inclou els habitatges dels treballadors (encarregats, obrers i personal de serveis) i també els equipaments (botigues, cooperativa; cafè, casino, teatre; escoles, convent; horts, jardins, camps d'esport; fonda, escorxador, corrals; baixador del tren).
- Espai de domini, constituït pels edificis i construccions simbòliques (torre de l'amo, església, muralla que encercla la colònia).[13]

A partir de la diferenciació i la valoració urbana d'aquests espais, les tipologies que es poden identificar són les següents: colònia industrial de morfologia bàsica, colònia industrial de morfologia desenvolupada i colònia industrial de morfologia evolucionada.

### Colònia industrial de morfologia bàsica
Colònia formada per l'espai productiu i un espai de residència molt reduït, només amb habitatges i sovint només destinats a encarregats.
El motiu pel qual no es construeixen més habitatges ni serveis per als treballadors acostuma a ser la proximitat a un nucli de població, que fa que no sigui necessari. En alguns casos també es pot atribuir al fet que es tracta d'equipaments industrials construïts per propietaris rurals que els creen per arrendar-los i no per explotar-los per a si mateixos. Els industrials que els arrenden només aposten per ampliar els edificis industrials quan un període de bonança ho requereix, però no s'inverteix en l'ampliació d'habitatges ni en edificis de serveis. Tot i que aquesta tipologia no entraria pròpiament dins les característiques de colònia industrial àmpliament reconegudes, el costum o la tradició ha qualificat aquestes instal·lacions fabrils també com a colònies. En aquest sentit, cal fer notar que entre la bibliografia no hi ha unanimitat en considerar colònies tots els elements d'aquesta llista, i el que alguns consideren colònies bàsiques altres ho classifiquen com a fàbriques de riu, és a dir, establiments fabrils que funcionen gràcies a la força motriu del riu, però que no constitueixen un nucli de població..
Llista de colònies bàsiques
- Llobregat: Can Costa (La Pobla de Lillet), Colònia Carme, El Molí (Balsareny), La Rabeia, Cal Berenguer de Cabrianes, Can Rosés.
- Cardener: La Gafa, El Paperer, Can Jover, El Fusteret, Can Cavaller, Els Manxons, Els Polvorers (Manresa), Fàbrica Blanca (Manresa), Fàbrica Vermella (Manresa).
- Anoia: La Fou
- Calders: Colònia Clarassó
- Freser: Colònia Fàbregues, Can Noguera, Rocafiguera, Sorribes.
- Ter: Jordana, La Mambla, Casacuberta, Riva (Masies de Voltregà)
- Brugent: Colònia Majem

### Colònia industrial de morfologia desenvolupada
Colònia amb un grau de desenvolupament urbanístic que se situa entre la morfologia bàsica i l'evolucionada. Acostuma a disposar d'algun edifici de caràcter simbòlic (torre de l'amo, església), fonamental per a la seva identificació, però el nombre d'habitatges és reduït, i la manca d'una evolució urbana capaç de garantir i fomentar unes formes de vida i de relació autònomes per als seus habitants limita la seva independència com a nucli urbà.
Llista de colònies desenvolupades
- Llobregat: La Plana, Cal Metre, Cal Bassacs, Cal Casas, Vilafruns, Galobart, La fàbrica del Pont o Vives, Sant Benet, Can Serra, Can Carner (Castellgalí).
- Cardener: El Cortès, El Guix (Manresa)
- Calders: Colònia Jorba o el Manganell
- Freser: Perramon (Ribes de Freser), L'Herand, Pernau, Molinou.
- Ter: Estabanell o Matabosc, Colònia Agafallops o Can Botey, Colònia Imbern, Colònia Rusiñol, Malars.
- Brugent: Dussol

### Colònia industrial de morfologia evolucionada
Tipologia que s'identifica amb el model de "gran" colònia, és l'exponent del màxim desenvolupament urbà que han assolit aquests nuclis de població industrial. Disposa dels tres espais diferenciats (espai productiu, espai de residència i serveis i espai de domini) com a resultat d'una progressiva transformació urbana que el converteixen en un nucli totalment independent i autocentrat.
Llista de colònies evolucionades
- Llobregat: Cal Rosal, L'Ametlla de Casserres, Viladomiu Vell, Viladomiu Nou, El Guixaró, Cal Prat, Cal Pons, Cal Marçal, Cal Vidal, Cal Riera, L'Ametlla de Merola, Sant Esteve, El Burés, El Borràs, La Bauma, Can Gomis, Colònia Sedó, Can Bros, Colònia Güell.
- Cardener: Palà de Torroella, Valls de Torroella, Antius, Els Comdals,
- Ter: Llaudet, Santa Maria, La Farga de Bebié, Borgonyà, Vila-seca, La Coromina, Farga Lacambra, Salou Baurier, Còdol Dret, Bonmatí
- Ebre: Colònia industrial electroquímica de Flix (Ribera d'Ebre).

## Algunes colònies destacades
Entre les més importants es poden citar:
- L'Ametlla de Merola, a Puig-reig (Berguedà), on es mantenen activitats culturals tradicionals centenàries, com la representació dels Pastorets.
- La Bauma, el Borràs, el Burés, tres colònies d'alt valor arquitectònic amb la creació de les quals es va constituir el poble de Castellbell i el Vilar (Bages).
- La colònia de Cal Rosal, entre Berga, Avià i Olvan (Berguedà), que el 1858 va ser la que marcà l'inici de l'època de construcció de les grans colònies al Llobregat.
- La Colònia Güell, a Santa Coloma de Cervelló (Baix Llobregat), d'importància pel patrimoni monumental, ja que s'hi troben diversos edificis modernistes, com la Cripta de Gaudí.
- La Colònia Sedó, a Esparreguera (Baix Llobregat)
- Cal Pons, a Puig-reig, on trobem diversos elements d'interès: les Torres (Vella i Nova), el jardí, l'Església de Sant Josep on podem visitar el Centre d'Interpretació de l'Església de Cal Pons.
- Cal Vidal, també al municipi de Puig-reig, seu del Museu de la colònia Vidal, ideal per visitar i conèixer com era una colònia per dins.[14]
- Central de Cabdella, a la Torre de Cabdella, al Pallars Jussà. En una part de les instal·lacions de la Central hi ha el Museu Hidroelèctric de Cabdella, pertanyent a la xarxa del Museu de la Ciència i de la Tècnica de Catalunya. Actualment és considerada un dels 100 "Elements del Patrimoni Industrial de Catalunya" perquè ha estat la primera gran central hidroelèctrica del país que va subministrar l'energia produïda a centres de consum molt allunyats de Cabdella, amb transcendència en la segona revolució industrial.
- Colònia industrial La Fàbrica de l'Electroquímica de Flix, a la Ribera d'Ebre. Creada l'any 1898, va acollir més de 800 persones. Constava d'escola i institut, clínica, parc de bombers, església, hotel i complex esportiu. L'Electroquímica de Flix va ser la 3ª d'Europa i la 1ª de la península ibèrica en el seu sector. Va tancar el 2023 després de 125 anys d'activitat. Actualment, a la colònia encara hi viuen unes 200 persones. La majoria dels seus edificis són de construcció centreeuropea i està en procés d'esdevenir un atractiu turístic.